# Catedral de Nuestra Señora de la Sede (Tarbes)
La catedral de Nuestra Señora de la Sede de Tarbes o simplemente catedral de Tarbes (en francés: Cathédrale Notre-Dame de la Sède) es una catedral católica francesa situada en la ciudad de Tarbes, en el departamento de Altos Pirineos, región de Occitania. Es la sede del obispado de Tarbes y Lourdes.
La catedral fue clasificada en el título de los monumento histórico de Francia  el 30 de octubre de 1906.
La catedral de Tarbes data del siglo XII. Quedan dos ábsides del coro. Una primera ampliación se hizo en el siglo XIV añadiendo una nave gótica. Su extensión se realizó hasta el siglo XVIII con un tramo exterior. La catedral se asemeja a una fortaleza, ya que fue construida con piedras redondas del río Adur que también se han utilizado para la construcción de muchas casas en Tarbes. Puede alojar hasta 600 personas.
Un gran pabellón barroco en mármol de las casas del siglo XVIII sirve como el altar mayor. Napoleón describió a Tarbes como «una calle sin ciudad, un puente sin río, un altar sin iglesia, en referencia al inmenso pabellón».
La catedral también incluye una capilla de la Santísima Virgen en la que los visitantes pueden leer el testamento de Luis XVI grabado en una pared de mármol negro de tres metros de altura. Otra peculiaridad es que hay una casa de tesoros y dentro hay adornos, casullas y viejos báculos de obispos. También fue allí donde San Vicente de Paúl fue ordenado diácono en 1598.

## Galería de imágenes

Interiores
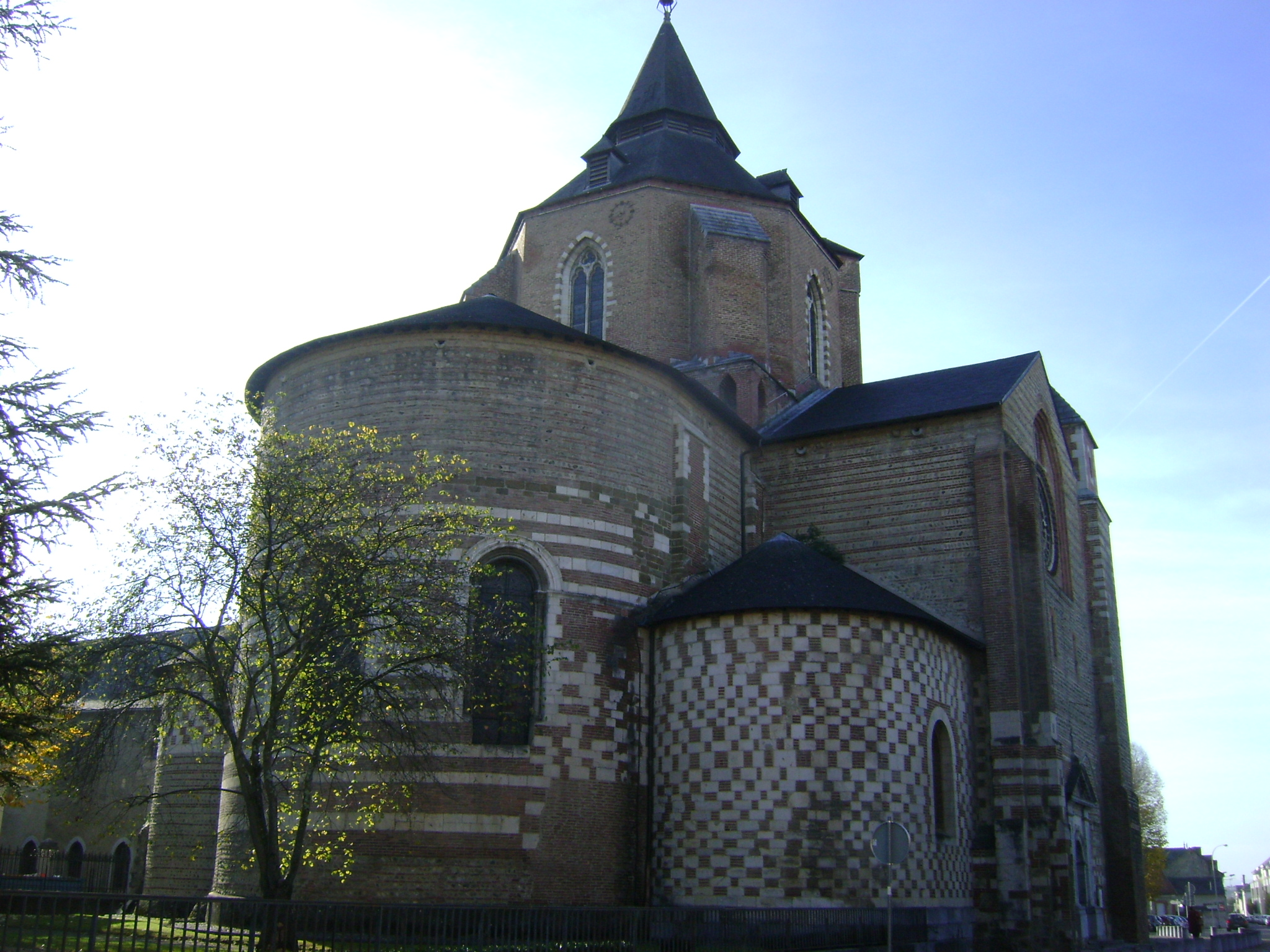
Cabecera
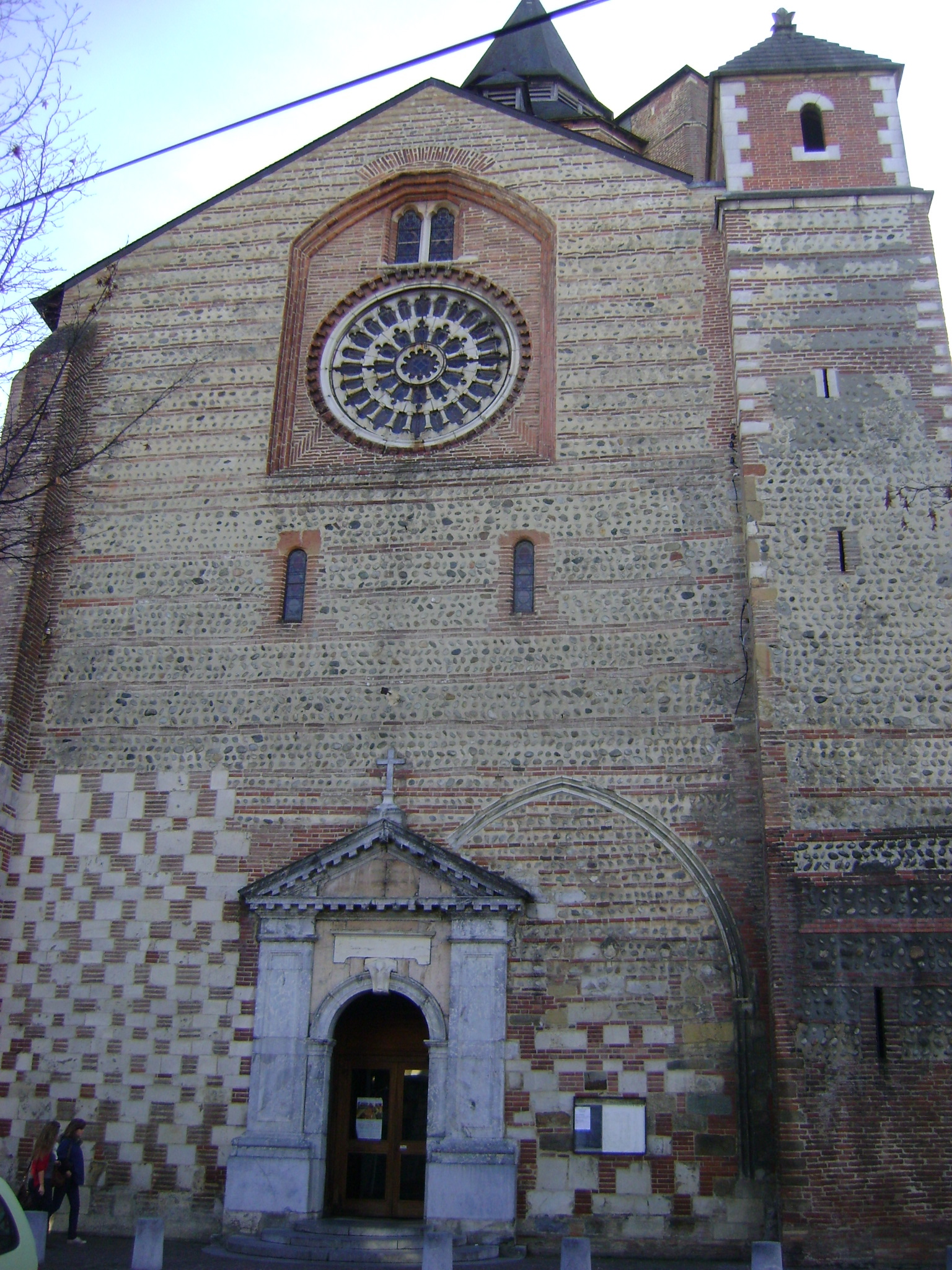
Transepto norte
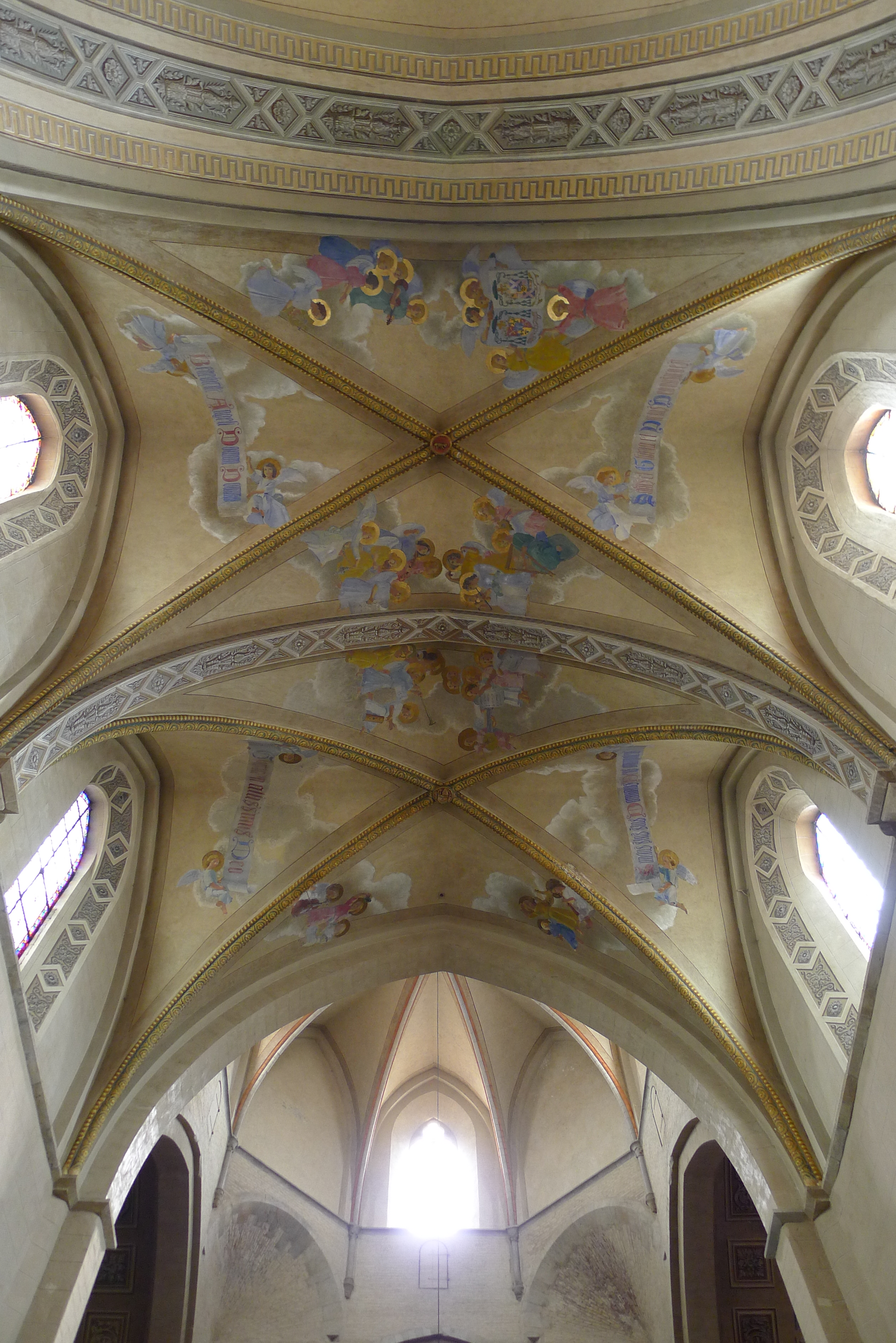
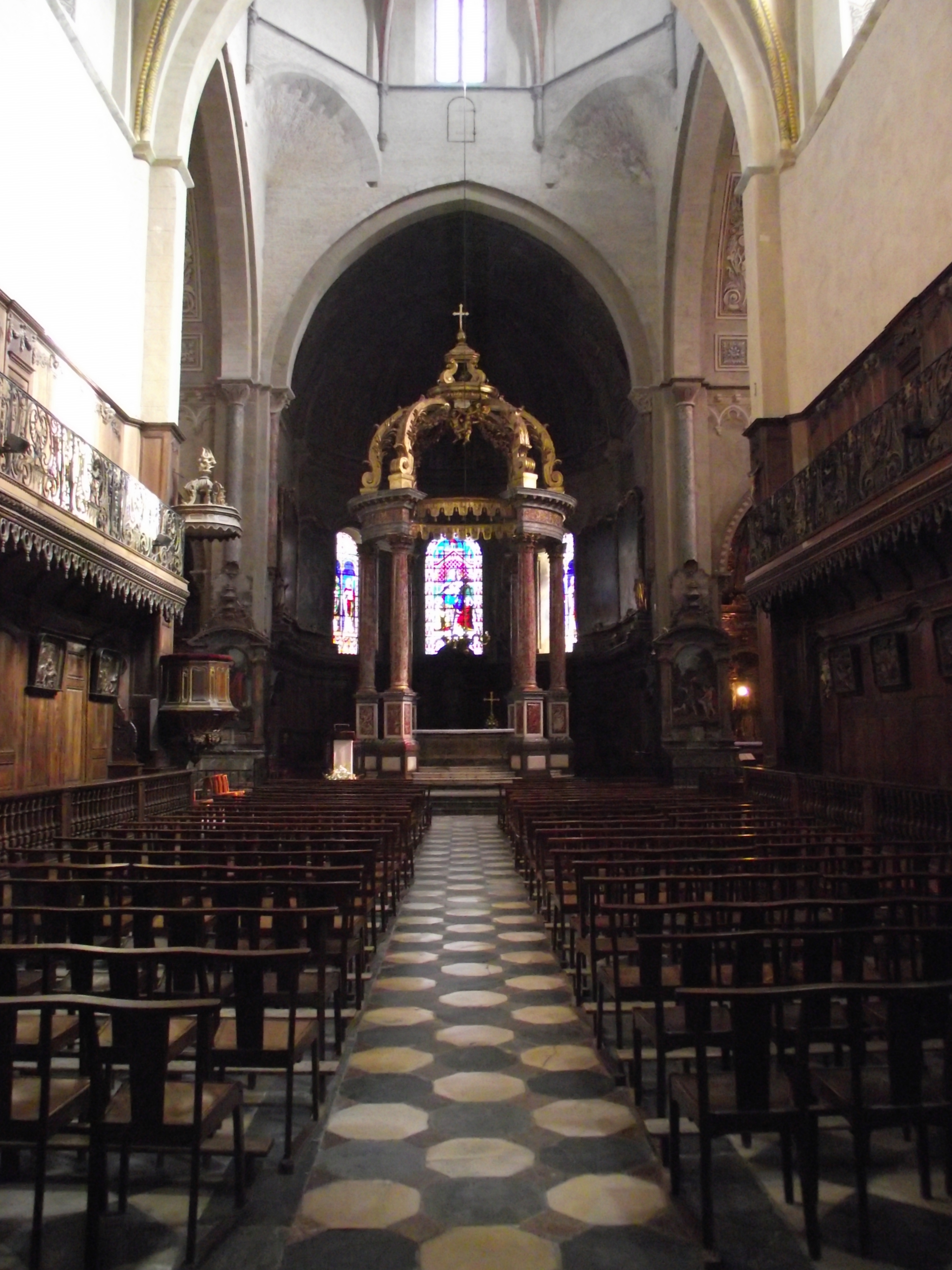
El baldaquino
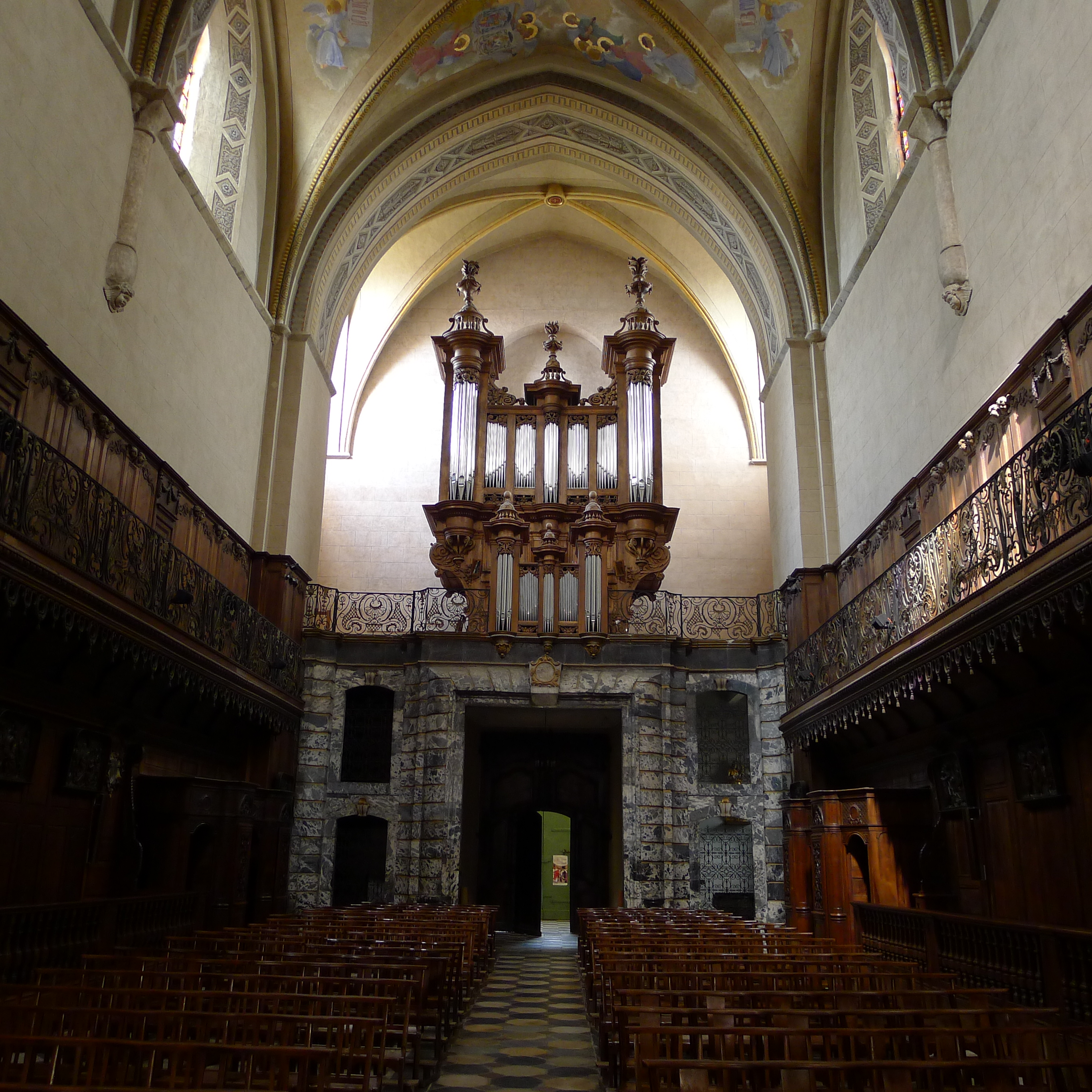
La nave